# ダグラス・ムーア
ダグラス・ステュアート・ムーア（Douglas Stuart Moore、1893年8月10日 - 1969年7月25日）は、アメリカ合衆国の作曲家、教師、文筆家。舞台音楽や演奏会用音楽、映画音楽なども作曲したが、英語オペラ『悪魔とウェブスター博士』（1938年）や『ベイビー・ドウのバラード』（1956年）の作曲者として有名である。

## 生涯
ニューヨーク州ロングアイランド出身。詩人で米国議会図書館司書のアーチボルド・マクリーシュとは学生時代からの友人で、共同でオペラ創作に取り組むこともあった。1917年にイェール大学に進んでホレイショ・パーカーとヴァンサン・ダンディに師事するが、第一次世界大戦で海軍に従軍した。除隊後、パリに留学してナディア・ブーランジェに師事する。1921年にクリーブランド美術館の音楽監督に就任しながら、エルネスト・ブロッホの許で研鑚を積んだ。1926年から1962年まで、コロンビア大学音楽学部で教鞭を執った。音楽の鑑賞に関する2冊の著作を残しており、アメリカ文芸アカデミー国立研究所の総裁も務めた。
ダグラス・ムーアは、クインシー・ポーターと似たような経歴をたどったにもかかわらず、作曲家としては性格的にも作風においても対照的であった。『交響曲（第2番）イ長調』に示されているように、同時代の新古典主義音楽にも関心があり、ポーターと違って厳格な絶対音楽の作曲家として生きられなかったことを悔やみもした。しかしムーアは天性の旋律家であり、ブロッホの薫陶を受けたものの、ロマン派音楽以前の伝統と隔絶することはできなかった。
バーバーと同じく新ロマン主義の作曲家に分類することができようが、バーバーと違って大衆音楽やアメリカ民謡の影響を受けており、オペラの題材選択に関しても、アメリカ西部開拓時代の史実を用いたり（『ベイビー・ドウのバラード』）、テレビ業界を舞台に現代人の日常生活を揶揄的に描き出すなど（『色恋、あるいはソープ・オペラ』）、旧師パーカーの恩師チャドウィックの指向や創作姿勢に返り咲くようなところがあった。
また、バーバーのようにはオーケストレーションに重厚さや華麗さがないものの、明晰さと透明感があり、なおかつ色彩的で効果的である。『ベイビー・ドウのバラード』の「ベイビー・ドウのアリア」は、アメリカ出身のリリック・ソプラノに人気があり、好んで録音されるようになりつつある。
その他の代表作に、弦楽四重奏曲、オペラ『大地の巨人』（1951年度ピューリッツァー賞受賞作）、『頭のない騎手』『鳩の翼』、室内オーケストラのための『農場日誌』、弦楽合奏のための『コティヨン組曲』がある。『交響曲イ長調』の録音は、日本フィルハーモニー交響楽団によって行われ、これは今日CDでも聴くことができる。